# Pavlos Kontidīs
Pavlos Kontidīs (in greco Παύλος Κοντίδης?; Limassol, 11 febbraio 1990) è un velista cipriota.
Ha vinto la medaglia d'argento nella classe laser alle olimpiadi di Londra 2012, divenendo così il primo cipriota a vincere una medaglia ai Giochi Olimpici. Il 20 settembre 2017 si è laureato campione del mondo, sempre nella classe laser. Alle olimpiadi di Parigi 2024 ha ottenuto nuovamente l'argento nel laser guadagnando la sua seconda medaglia olimpica.